# Романтик Таймс
„Романтик Таймс“ (на английски: Romantic Times) е американско жанрово списание, специализирано за любовни романи. Основан е като бюлетин през 1981 г. от Катрин Фалк. Създаването на първоначалната публикация отнема девет месеца и тя е разпространена до 3000 абонати. През 2004 г. списанието има 150 000 абонати и си е изградило репутация като „най-доброто списание за романтичен жанр“.
От 1982 г. до 2018 г. списанието организира „Конгреса на любителя на книгите на „Романтик Таймс“. Няколко хиляди души присъстват на годишния конгрес, който включва вземане на подписи на автори, бал с костюми и конкурс за мъжка красота.
През май 2018 г. Катрин Фалк и нейният съсобственик, съпругът ѝ Кенет Рубин, обявяват закриването на списанието.